# اسکای پرفکت
اسکای پرفکت (انگلیسی: SKY Perfect) شرکت مخابرات ژاپنی است، که در سال ۲۰۰۷ تأسیس شد.